# Мисове (Джанкойський район)
Ми́сове (до 1945 року — Тюп-Акчора, крим. Tüp Aqçora) — село Джанкойського району Автономної Республіки Крим. Населення становить 78 осіб. Орган місцевого самоврядування — Чайкинська сільська рада. Розташоване на північному сході району.

## Географія
Мисове — маленьке село на північному сході району, у степовому Криму, на березі одної з заток Сивашу на півострові Тюп- Тархан, висота над рівнем моря — 2 м. Найближче село — Чайкине за 11 км на південний захід, на початку півострова. Відстань до райцентру — близько 32 кілометрів, там же найближча залізнична станція.

## Історія
Тюп-Акчора виникла, ймовірно, на початку XX століття, так як вперше в доступних джерелах зустрічається в Статистичному довіднику Таврійської губернії 1915 року, згідно з яким в Ак-Шеїхській волості Перекопського повіту значився хутір Акчора (воно ж Байди) . На карті Стрельбицького видання 1920 року Тюп-Акчора позначена окремим поселением.
Після встановлення в Криму Радянської влади, за постановою Кримревкома від 8 січня 1921 року № 206 «Про зміну адміністративних кордонів» була скасована волосна система і в складі Джанкойського повіту був створений Джанкойський район. У 1922 році повіти перетворили в округи. 11 жовтня 1923 року, згідно з постановою ВЦВК, в адміністративний поділ Кримської АРСР були внесені зміни, у результаті яких округи були ліквідовані, основною адміністративною одиницею став Джанкойський район і село включили до його складу. В Списку населених пунктів Кримської АРСР за Всесоюзним переписом від 17 грудня 1926 року, ще записані разом Тюп-Тархан і Акчора в складі Акчоринської (татарської) сільради Джанкойського району . На п'ятикілометровій карті 1938 року село позначене, як Червона Акчора, на кілометровій карті Генштабу 1941 року, складеної за більш раннім джерелам — Червона Акчера та лише на двухкілометровці РККА 1942 року — Тюп-Акчора.
Указом Президії Верховної Ради Російської РФСР від 18 травня 1948 року, Тюп-Акчору перейменували в Мисове. На 1977 рік входило до складу Зарічненської сільради.

## Населення
За переписом населення України 2001 року в селі мешкало 78 осіб.

### Мова
Розподіл населення за рідною мовою за даними перепису 2001 року:
| Мова              | Відсоток |
| ----------------- | -------- |
| українська        | 41,03 %  |
| кримськотатарська | 34,62 %  |
| російська         | 24,36 %  |